# Roger Henrard
Pour les articles homonymes, voir Henrard.
 (avril 2017).
Roger Henrard, né le 17 février 1900 à Paris et mort le 26 juin 1975 à Croissy-sur-Seine, est un photographe français, spécialisé dans la photographie aérienne.

## Biographie
Pilote virtuose et chasseur d’images, Roger Henrard a réussi pendant plus de vingt ans à obtenir les autorisations nécessaires pour survoler la capitale à très basse altitude, et pour réaliser, entre autres, les 1750 photographies aériennes de Paris aujourd’hui conservées au musée Carnavalet. Ses photographies de Paris ont été rééditées par Yann Arthus-Bertrand pour comparaison avec les siennes, en 1996.
En 1939-1940, il réalise au profit des services de renseignements français d'audacieuses missions d'espionnage aérien photographique au-dessus de l'Allemagne en compagnie de Sidney Cotton. Le 15 mai 1939, il reçoit à son nom un Lockheed 12 immatriculé (F-ARQA) et le 2 juin suivant, un second immatriculé également à son nom (F-ARPP) en provenance de Aeronautical Research ans Sales Corporation, entreprise nouvellement créée à Saint-James Square au cœur de Londres. Dès mai 1939, les deux hommes sillonnent le ciel européen depuis Toussus-le-Noble. L’utilisation la plus spectaculaire du Model 12 fut pourtant le survol d’installations militaires italiennes et allemandes pour le compte des services de renseignement français et britannique par le pilote australien Sidney Cotton en 1939 et Roger Henrard. Un des trois appareils utilisés par Sidney Cotton pour ces missions réalisées en 1939 et 1940 (G-AFTL, c/n 1203) était toujours en état de vol aux États-Unis fin 2010.
Roger Henrard fut directeur des Établissements Jules Richard situés à Paris qui fabriquaient des appareils enregistreurs pour la météo et des appareils photographiques stéréoscopiques, dont le Verascope. Il en avait hérité par son père Léon, propriétaire de l'usine depuis 1930.
Son laboratoire était situé au 25, rue Mélingue à Paris et son avion était basé à Toussus-le-Noble[réf. nécessaire].

## Œuvres

### Collections publiques
- Rennes, Musée de Bretagne

## Distinctions
- Officier de la Légion d'honneur (décret du 13 juin 1955)[6]
- Croix de guerre 1939–1945

## Publication
- Un enragé du ciel, préface de Jules Roy, Paris, Julliard, collection « Risques et périls », 1953.

## Exposition
- Exposition « Le Tour de Paris, les promenades aériennes de Roger Henrard » au musée Carnavalet à Paris du 7 novembre 2006 au 7 janvier 2007.